# 日本綜武道連合会 武田流中村派合気道
日本綜武道連合会　武田流中村派合気道は、甲斐の国武田家に伝承され、九州黒田の地に伝わった武田流合気之術第43世大庭一翁宗家の内弟子であった中村久宗家によって設立された団体。（一般的な合気道開祖　植芝盛平とは別系統）
特徴として手刀打ちの技術を中心とした綜合乱取試合を行っている。
合気柔術の流れを汲む流派のため、他の合気道の中心的技術である立ち関節技よりも手刀打ちや捨て身技など合気柔術的な技が主体である。